# Before I Sleep
Before I Sleep (anteriormente intitulado Shakespeare's Daughter) é um filme de drama co-dirigido, escrito e produzido por Aaron Sharff e Billy Sharff. O filme apresenta David Warner, Tom Sizemore, Bonnie Wright, Cynthia Gibb, Eric Roberts, Eugene Simon, Campbell Scott e Chevy Chase.

## Sinopse
Eugene Devlin, uma vez famoso, poeta agora recluso, faz pesquisas através de seu passado, à procura de redenção e de paz.

## Cast
- David Warner como Eugene Devlin
- Tom Sizemore como Randy
- Cynthia Gibb como Caroline
- Eric Roberts como David
- Chevy Chase como coveiro
- Bonnie Wright como Phoebe
- Eugene Simon como jovem Eugene - 20 anos
- Campbell Scott como jovem Eugene - 48 anos
- Sasha Spielberg como Rachel
- Jamie Bamber como Paul
- James Rebhorn como sacerdote
- Alice St. Clair como Zooey
- Tanner Flood como Eugene criança
- Clare Foley como Phoebe criança
- George Woodard como cantor
- John Blyth Barrymore como pianista
- Rusty DeWees como enfermeira
- Caley Chase como Geena
- Daniel Edwin Adams como paroquial
- Eva Schiffman como pequena garota
- Chris Lamica Ho como segundo trabalhador

## Produção
Filmagem foi feita na Nova Inglaterra, região dos Estados Unidos, começando em 22 de junho de 2012, em Vermont, e depois movido para Franconia, New Hampshire, e terminou em agosto de 2012.

## Promoção
Em 10 junho de 2013 alguns segundos de clipe de cena com Eugene Simon e Bonnie Wright foi lançado online pelo YouTube.